# Мэтьюс, Дерри
Дерри Мэтьюс (англ. Derry Mathews) (23 сентября 1983 года в Ливерпуле, Великобритания) — британский боксёр-профессионал, выступающий в лёгкой весовой категории. Временный чемпион мира (по версии WBA, 2015).

## Любительская карьера
- Чемпион 2002 ABA национального чемпионата Великобритании легчайшем весе.
- Призёр юношеских олимпийских игр.

## Профессиональная карьера
В 2012 году в бою за титул чемпиона Европы, проиграл нокаутом британцу Гэвину Ризу.